# ブレックファスト・イン・アメリカ
『ブレックファスト・イン・アメリカ』 (原題：Breakfast in America) は、スーパートランプのアルバム、および同アルバムに収録された楽曲。

## 概要
通算6作目。スーパートランプ初のビルボード・アルバムチャート1位となった（1979年5月19日付けから6月9日付けまで4週連続。6月16日付けでドナ・サマーの『華麗なる誘惑』と交代するが、翌週の23日付け及び30日付けで再び1位となった）。本国イギリスでも最高位3位でプラチナ・ディスクを獲得した他、スペイン、ポルトガルでダブル・ゴールド・ディスク、ベルギー、フランス、オランダ、ノルウェー、カナダ、オーストラリア、ドイツ（西ドイツ）でゴールド・ディスクを獲得している。
また1980年のグラミー賞ではジャケット部門とエンジニアリング部門を獲得している。なお、同賞を獲得したジャケット（ニューヨークにある自由の女神像のパロディ）に登場している人物はアメリカの女優、ケイト・マータフ扮する「リビーおばさん」という女性。このリビーおばさんがプロモーションのためバンドとは別に単独で来日して話題となった。

## 収録曲
サイド1
1. あこがれのハリウッド[6] - "Gone Hollywood" - 5:20
2. ロジカル・ソング - "The Logical Song" - 4:10
3. グッドバイ・ストレンジャー - "Goodbye Stranger" - 5:50
4. ブレックファスト・イン・アメリカ - "Breakfast in America" - 2:38
5. オー、ダーリン - "Oh Darling" - 3:58

サイド2
1. ロング・ウェイ・ホーム - "Take the Long Way Home" - 5:08
2. すべては闇の中 - "Lord Is It Mine" - 4:09
3. 神経衰弱を吹き飛ばせ - "Just Another Nervous Wreck" - 4:26
4. 退屈な会話 - "Casual Conversations" - 2:58
5. チャイルド・オブ・ヴィジョン - "Child of Vision" - 7:25

## メンバー
- リック・デイヴィス - ボーカル、キーボード
- ロジャー・ホジソン - ボーカル、キーボード、ギター
- ジョン・ヘリウェル - サックス、クラリネット
- ダギー・トムソン - ベース
- ボブ・シーベンバーグ - ドラムス